# Kap-York-Bulldoggfledermaus
Die Kap-York-Bulldoggfledermaus (Mormopterus halli, Syn.: Ozimops halli) ist ein Fledertier in der Familie der Bulldoggfledermäuse, das im Nordosten Australiens verbreitet ist. Die Populationen wurde längere Zeit als Synonyme der Loria-Mastino-Fledermaus (Mormopterus loriae) klassifiziert. Nach taxonomischen Studien von 1988 und 2014 haben sie Artstatus. Die Kap-York-Bulldoggfledermaus zählt zur Untergattung Ozimops, die in neueren Werken in den Rang einer Gattung erhoben wurde.

## Merkmale
Erwachsene Exemplare sind ohne Schwanz 47 bis 58 mm lang, besitzen einen 25 bis 36 mm langen Schwanz, 31 bis 35 mm lange Unterarme sowie ein Gewicht von 6 bis 9 g. Die Oberseite ist von mittelbraunem bis orangebraunem Fell bedeckt, während die Unterseite nur leicht heller ist. An den Seiten des Halses sind gelbe Tönungen vorhanden. Der Kopf ist durch dreieckige dunkelbraune Ohren mit einem halbkreisförmigen Antitragus gekennzeichnet. Weiterhin sind nackte Bereiche der Schnauze und die Flughäute dunkelbraun. Typisch für die Art ist ein großer robuster Schädel. Ältere Exemplare können die kleineren oberen Prämolaren verlieren. Die Eichel des männlichen Penis ist verglichen mit anderen Vertretern der Untergattung Ozimops klein.

## Verbreitung
Die Kap-York-Bulldoggfledermaus ist nur aus nördlichen und südwestlichen Regionen der Kap-York-Halbinsel bekannt. Sie hält sich im Flachland auf und lebt in Wäldern mit Eukalypten, meist in der Nähe von Wasserläufen.

## Lebensweise
Die nachtaktiven Exemplare ruhen am Tage vermutlich in Baumhöhlen. Wie bei anderen Bulldoggfledermäusen werden Insekten als Beute angenommen, die über Waldlichtungen, über den Kronen der Bäume oder in angrenzenden offenen Landschaften gejagt werden.

## Gefährdung
Möglicherweise wirken sich Brände und das Abgrasen der Vegetation durch Weidetiere negativ auf den Bestand aus. Die Art kommt im Oyala-Thumotang-Nationalpark vor. Bis zum Jahr 2016 konnten nur 13 Exemplare eindeutig dieser Art zugerechnet werden. Die IUCN listet die Kap-York-Bulldoggfledermaus mit unzureichende Datenlage (data deficient).